# スンバワンガ
スンバワンガ（Sumbawanga）は、タンザニアの西部に位置する、ルクワ州の州都。地域の運輸局ほか、いくつかの政府機関が設置されている。また聖リボリウス教会とモラヴィア教会の2箇所に信徒の集会所を備える。
広域人口は30万3986人（2022年時点の国勢調査より。
スンバワンガで公用語のスワヒリ語ばかりかマンブウェ語（英語）を使う人が非常に多いのは、この地域はもともとフィパ族（フィパ人）（英語）の領域にあたるためである。

## 姉妹都市
- ティファリティ（モロッコ）

## 大衆文化との関係
この街は1万5千キロをオートバイで走破した俳優のユアン・マクレガーと冒険家のチャーリー・ブアマンのリアリティ番組「ユアン・マクレガー 大陸縦断 バイクの旅」では、2007年7月の撮影地であった。

## 地理
スンバワンガは内陸流域のルクワ湖に比較的近い場所に形成された都市である。

## 交通
スンバワンガは21世紀初頭時点において、タンザニア国内でも、交通路整備の遅れた地域である。この付近の道路は未舗装の道路が目立ち、そのような道路は雨季に、しばしば使用不能の状態に陥る。
例えば、北のムパンダ–カリウア間にタンザニア鉄道の中央線支線も来ているのだが、ムパンダが終点であり、B8号道路はムパンダを出るとスンバワンガまで未舗装である。さらに、南東のムベヤにはタンザン鉄道が通っており、これで東に向かえばタンザニア最大の都市のダルエスサラームへ行け、これで西に向かえばザンビアのカピリムポシまで行ける。しかし、このムベヤとスンバワンガを結ぶ幹線道路は、しばしば雨季に冠水し、一年中、天候に関わらずアクセスできるように舗装された。北に向かうムパンダ–タボラ線、ムパンダ–キゴマ線は年間を通じて通行可能。この3つの都市を結ぶバスが運行されてはいるものの、それは道路が通行可能の時に限られる。
このような状況を打開するために、タンザニア政府は、これらの3つの都市を通る幹線道路を、21世紀初頭時点で舗装する計画を進行させようとしている。
空の便はオーリック航空が2012年時点まで地域空港へ飛んでいたが、2023年時点は直行便がないため、チャーター便を手配する。またムベヤ空港の滑走路は舗装してある（HTMB（MBI＝#タンガニーカ）
南緯8度55分07秒 東経33度27分44秒 / 南緯8.91861度 東経33.46222度

## 経済
スンバワンガは、この地域の農産物などの集散地として、また地方商業の中心都市として機能する。中心部には小さな市場があり、トウモロコシや家畜、果物やタンガニーカ湖とルクワ湖で水揚げされた魚などが取り引きされている。また、輸入品のプラスチック製品や電子機器、自転車や交換部品なども入手可能である。ガソリンスタンドは複数あるものの、海岸部の輸入港から輸送が難しく、供給は非常に不安定になりがちである。しかしながら、タンザニア全体で見た場合には、経済の面でスンバワンガが果たす機能は限られている。地元経済は農業と地元資本の中小企業に大きく依存し、産業規模や生産物収量は小さい。

## 住民
2022年時点におけるスンバワンガの都市部人口は、18万2970人であった。住民にはフィパ人が多く、地元の言語を話す。町の名前は、字句どおり訳すなら「魔術を捨てなさい」を意味し、地域の呪術師（スピリチュアルな「ヒーラー」）が他の土地に根ざす呪術の迷信や慣習を持ち込ませないようにしたと考えられる。この都市には1980年代前後まで呪術医（英語）が集まり、数は減ったものの町や高原周辺の小村に出張する者もいる。

## 医療
スンバワンガには公設のルクワ総合病院と、カトリック教会スンバワンガ教区の管理するドクター・アティマン病院がある。